# Charitovalgus longulus
Charitovalgus longulus är en skalbaggsart som beskrevs av Raffaello Gestro 1891. Charitovalgus longulus ingår i släktet Charitovalgus och familjen Cetoniidae. Inga underarter finns listade i Catalogue of Life.